# Annoville
Annoville és un municipi francès situat al departament de la Manche i a la regió de Normandia. L'any 2007 tenia 592 habitants.

## Demografia

### Població
El 2007 la població de fet d'Annoville era de 592 persones. Hi havia 253 famílies de les quals 83 eren unipersonals (37 homes vivint sols i 46 dones vivint soles), 87 parelles sense fills, 62 parelles amb fills i 21 famílies monoparentals amb fills.
La població ha evolucionat segons el següent gràfic:
Habitants censats

### Habitatges
El 2007 hi havia 481 habitatges, 254 eren l'habitatge principal de la família, 203 eren segones residències i 24 estaven desocupats. 394 eren cases i 4 eren apartaments. Dels 254 habitatges principals, 213 estaven ocupats pels seus propietaris, 35 estaven llogats i ocupats pels llogaters i 5 estaven cedits a títol gratuït; 4 tenien una cambra, 18 en tenien dues, 41 en tenien tres, 70 en tenien quatre i 122 en tenien cinc o més. 128 habitatges disposaven pel capbaix d'una plaça de pàrquing. A 140 habitatges hi havia un automòbil i a 92 n'hi havia dos o més.

### Piràmide de població
La piràmide de població per edats i sexe el 2009 era:
| Homes | Edats   | Dones |
| ----- | ------- | ----- |
| 0     | 95 o +  | 0     |
| 8     | 90 a 94 | 4     |
| 0     | 85 a 89 | 20    |
| 4     | 80 a 84 | 16    |
| 0     | 75 a 79 | 0     |
| 20    | 70 a 74 | 24    |
| 16    | 65 a 69 | 36    |
| 32    | 60 a 64 | 12    |
| 8     | 55 a 59 | 8     |
| 12    | 50 a 54 | 20    |
| 16    | 45 a 49 | 12    |
| 36    | 40 a 44 | 32    |
| 20    | 35 a 39 | 12    |
| 8     | 30 a 34 | 12    |
| 12    | 25 a 29 | 12    |
| 4     | 20 a 24 | 24    |
| 16    | 15 a 19 | 24    |
| 8     | 10 a 14 | 16    |
| 8     | 5 a 9   | 12    |
| 4     | 0 a 4   | 8     |

## Economia
El 2007 la població en edat de treballar era de 305 persones, 237 eren actives i 68 eren inactives. De les 237 persones actives 208 estaven ocupades (115 homes i 93 dones) i 30 estaven aturades (15 homes i 15 dones). De les 68 persones inactives 32 estaven jubilades, 12 estaven estudiant i 24 estaven classificades com a «altres inactius».

### Ingressos
El 2009 a Annoville hi havia 273 unitats fiscals que integraven 588,5 persones, la mediana anual d'ingressos fiscals per persona era de 15.900 €.

### Activitats econòmiques
Dels 35 establiments que hi havia el 2007, 1 era d'una empresa alimentària, 3 d'empreses de fabricació d'altres productes industrials, 6 d'empreses de construcció, 11 d'empreses de comerç i reparació d'automòbils, 1 d'una empresa de transport, 2 d'empreses immobiliàries, 8 d'empreses de serveis, 1 d'una entitat de l'administració pública i 2 d'empreses classificades com a «altres activitats de serveis».
Dels 3 establiments de servei als particulars que hi havia el 2009, 1 era un paleta, 1 guixaire pintor i 1 perruqueria.
Dels 5 establiments comercials que hi havia el 2009, 1 era una botiga de més de 120 m², 1 una botiga de menys de 120 m², 1 una botiga de congelats, 1 una llibreria i 1 una joieria.
L'any 2000 a Annoville hi havia 22 explotacions agrícoles que ocupaven un total de 300 hectàrees.

## Poblacions més properes
El següent diagrama mostra les poblacions més properes.